# Lucjan Lis
Lucjan Roman Lis (8 de agosto de 1950 – 26 de janeiro de 2015) foi um ex-ciclista polonês. Venceu individualmente a edição de 1973 da Volta à Polónia. Competiu nos Jogos Olímpicos de Verão de 1972 em Munique, onde conquistou a medalha de prata na corrida de 100 km contrarrelógio por equipes.